# Фаррар, Фредерик Вильям
Фре́дерик Ви́льям Фа́ррар (англ. Frederic William Farrar; 7 августа 1831 — 22 марта 1903) — англиканский богослов, писатель, экзегет; проповедник в Кембридже. Член тайного общества Cambridge Apostles («кембриджских апостолов», существует с 1820).
Был проповедником при университетской церкви в Кембридже, затем капелланом при дворе королевы Виктории; его проповеди посещались всем высшим лондонским обществом.
Принимал живое участие в разных библейских словарях и комментариях, конспективных изданиях по богословию и церковной истории. Благодаря переводу его лучших произведений на русский язык имя его стало популярным и в России, среди образованных классов. Русский перевод книги «Жизнь Иисуса Христа», крайне критически принятый русским духовенством, использовался Михаилом Булгаковым при создании его романа «Мастер и Маргарита» (1928—1940).

## Семья
С 1860 года был женат на Lucy Mary Cardew, с которой у него было пять мальчиков и пять девочек. Среди его внуков — генерал Монтгомери, герой Второй мировой войны, сын дочери Maud.

## Сочинения
- «Eric, or Little by Little» (1858)
- «Происхождение языка» (The Origin of Language; 1860)
- «St. Winifred’s, or the World of School» (1862)
- «Падение человека и др. проповеди» (1865)
- «Язык и языки» («Families of Speech»; 1870)
- «Свидетельства в доказат. истории Христа» («The Witness of History to Christ»; 1871)
- «The Life of Christ» (1874)
- «Eternal hope» (1878)
- «Искатели Бога» (Seekers after God; 1869; пер. с англ. Ф. С. Комарского, СПб., И. Л. Тузов, 1898)
- «Жизнь Иисуса Христа» ( (англ.) «The Life of Christ», 1874; русский перевод проф. А. П. Лопухина, СПб., 1887)
- «Жизнь и труды Святого Апостола Павла» ( (англ.) «The Life and Works of St.Paul», 1879; русский перевод проф. А. П. Лопухина, СПб., 1901)
- «Mercy and judgment» (1881)
- «Первые дни христианства», или «На рассвете христианства» («The early days of christianity»; 1882. Пер на русск. А. С. Суворина, СПб., 1893)
- «Власть тьмы в царстве света» ( (англ.) «Cathering Clouds: A Tale of the Days of St. Chrysostom», 1895; русский перевод проф. А. П. Лопухина, СПб., 1897)
- «Жизнь и труды отцов и учителей церкви» (Lives of the Fathers; 1889; пер с англ. А. П. Лопухина, 2-е изд., СПб., И. Л. Тузов, 1902, 1903).
- «Власть тьмы в царстве света» (Darkness and dawn; 1891; пер с англ. А. П. Лопухина, СПб., И. Л. Тузов, 1897)
- «The Bible, its Meaning and Supremacy» (1897)